# الزوجة الجيدة
ذا غود وايف (بالإنجليزية: The Good Wife) هو دراما قانونية وسياسية أمريكية وعرض لأول مرة على شبكة سي بي إس في 22 سبتمبر 2009. المسلسل من تأليف روبرت كينغ وميشيل كينغ. وبطولة جوليانا مارغوليس، جوش تشارلز، كريستين بارانسكي، ارشي بنجابي، مات زكري، وآلان كومينغ مع كريس نوث في دور متكرر. المنتجون التنفيذيون الحاليون هم ريدلي سكوت، تشارلز ماكدوغال وديفيد دبليو زوكر.

## روابط خارجية
- ذا غود وايف على موقع IMDb (الإنجليزية)
- ذا غود وايف على موقع ميتاكريتيك (الإنجليزية)
- ذا غود وايف على موقع الموسوعة البريطانية (الإنجليزية)
- ذا غود وايف على موقع روتن توميتوز (الإنجليزية)
- ذا غود وايف على موقع نتفليكس (الإنجليزية)
- ذا غود وايف على موقع كينوبويسك (الروسية)
- ذا غود وايف على موقع ألو سيني (الفرنسية)
- ذا غود وايف على موقع قاعدة بيانات الفيلم (الإنجليزية)